# Hermanas de Santo Domingo de Granada
La Congregación de Santo Domingo (oficialmente en latín: Sorores Ordinis Sancti Dominici in Hispania) es un instituto religioso católico femenino, de vida apostólica y de derecho pontificio, fundado por la religiosa española Teresa Titos Garzón, en Granada, en 1907. A las religiosas de este instituto se les conoce también como Hermanas de Santo Domingo de Granada o simplemente como dominicas de Granada. Las mujeres miembros de este instituto posponen a sus nombres las siglas C.S.D.G.

## Historia

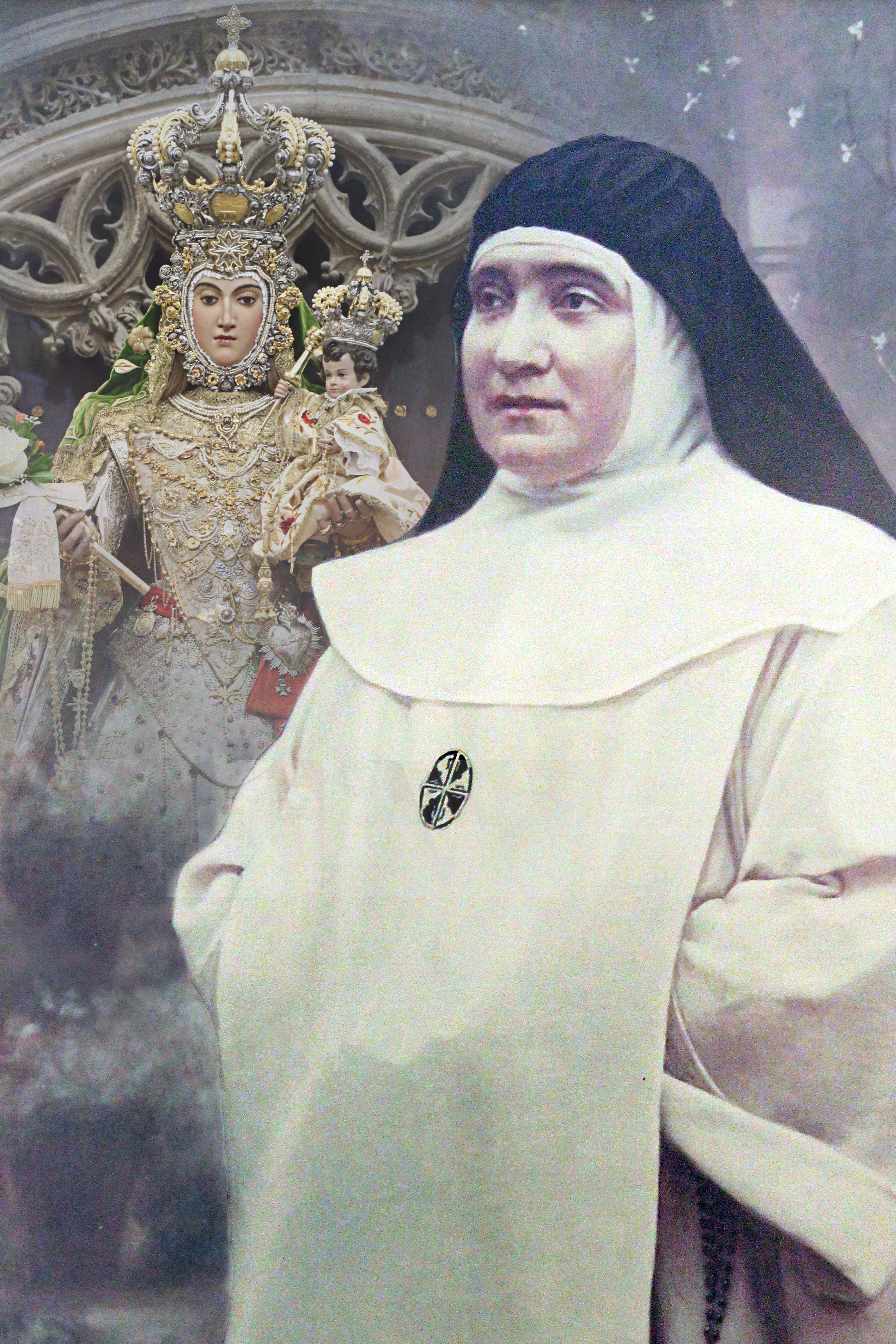
Teresa Titos Garzón (1852-1915), fundadora de la congregación, es considerada sierva de Dios en la Iglesia católica.

En 1539, junto al convento de los dominicos de Santa Cruz la Real en Granada, se abrió un beaterio de terciarias dominicas claustrales dedicadas a la educación de las jóvenes pobres. En 1883 fue elegida como priora Teresa Titos Garzón, que abolió la clausura y abrió otras comunidades en Motril, Baena y Archidona. En 1907 recibieron la aprobación del obispo de Granada convirtiéndose así en una congregación religiosa de vida apostólica de derecho diocesano. Más tarde fue elevada a instituto religiosos de derecho pontificio.

## Organización
La Congregación de Santo Domingo es un instituto religioso de derecho pontificio, internacional y centralizado, cuyo gobierno es ejercido por una priora general. La sede central se encuentra en Granada (España).
Las dominicas de Granada se dedican a la educación e instrucción cristiana de la juventud, visten hábito blanco y velo negro y forman parte de la familia dominica. En 2017, el instituto contaba con 177 religiosas y 33 comunidades, presentes en España, Venezuela, Colombia, República Democrática del Congo, Cuba, Ucrania, Camerún y Tailandia.